# ГЕС Fújiāng-gǔchéng
ГЕС Fújiāng-gǔchéng (涪江古城水电站) — гідроелектростанція у центральній частині Китаю в провінції Сичуань. Знаходячись після ГЕС Xiānnǚbǎo, входить до складу каскаду на річці Фуцзян, правій притоці Цзялін (великий лівий доплив Янцзи).
В межах проекту річку перекрили бетонною гравітаційною греблею висотою 19 метрів та довжиною 204 метра, яка утримує водосховище з об'ємом 2,7 млн м3 (корисний об'єм 0,85 млн м3). У ньому припустиме коливання рівня поверхні у операційному режимі між позначками 842,5 та 845,5 метра НРМ (під час повені до 848 метрів НРМ).
Зі сховища ресурс подається через прокладений у лівобережному гірському масиві дериваційний тунель довжиною біля 7 км з діаметром 9,5 метра. Основне обладнання станції становлять дві турбіни потужністю по 50 МВт, які забезпечують виробництво 403 млн кВт-год електроенергії на рік.